# اچ‌دی ۱۷۱۵۶
اچ‌دی ۱۷۱۵۶ یک ستاره است که در صورت فلکی ذات‌الکرسی قرار دارد.